# フリオ・セサール・マルティネス
フリオ・セサール・マルティネス・アギラール（Julio Cesar Martinez Aguilar、1995年1月27日 - ）は、メキシコのプロボクサー。メキシコシティ出身。元WBC世界フライ級王者。

## 来歴
2013年5月21日、プロデビューを果たすも2回TKO負け。2015年10月16日の2戦目も判定負けとなり、2016年3月3日の3戦目で初白星を飾った。
2019年3月23日、メテペクのセントロ・デ・エスペクタクロス・デル・レシエント・フェリアルでアンドリュー・セルビーとWBC世界フライ級挑戦者決定戦を行い、5回57秒KO勝ちを収め王者チャーリー・エドワーズへの指名挑戦権を獲得した。
2019年8月31日、ロンドンのO2アリーナでWBC世界フライ級王者チャーリー・エドワーズと対戦し、試合は3回1分43秒マルティネスのKO勝ちをアナウンスされるが、試合のリプレイが会場に流れると最後のパンチはダウンしたエドワーズに浴びせられたことが明白。ファールと判断した立会人が裁定を無効試合に変更した。
。
2019年10月4日、モナコで王者エドワーズとの再戦が決まっていたが、エドワーズが減量苦を理由に王座を返上した。返上して4日後に元WBC世界フライ級王者で2位のクリストファー・ロサレスとの王座決定戦が決定した。
2019年10月11日、エディー・ハーンのマッチルーム・スポーツ・USAと契約を結んだ。
2019年12月20日、アリゾナ州フェニックスのトーキング・スティック・リゾート・アリーナでWBC世界フライ級2位のクリストファー・ロサレスとWBC世界フライ級王座決定戦を行い、9回1分19秒TKO勝ちを収め王座を獲得した。
2020年2月29日、テキサス州フリスコのザ・フォードセンター・アット・ザ・スターでWBC世界フライ級5位ジェイ・ハリスと対戦し、12回3-0（116-111、115-112、118-109）の判定勝ちを収め初防衛に成功した。
2020年8月15日、マックウィリアムズ・アローヨと対戦予定だったが、マルティネスが喉の感染症を発症したため試合を欠場することが7月20日に発表された。
2020年10月23日、メキシコのメキシコシティにてモイセス・カジェロスと対戦を予定していたが、前日計量でカジェロスがフライ級の規定体重である112ポンドを5.4ポンド（約2.4キロ）体重超過し計量失格となった為、マルティネスが勝つか引き分けで王座防衛となるがカジェロスが勝っても王座獲得とはならないという変則条件で試合が行われ、マルティネスは2回TKO勝ちを収め2度目の防衛に成功した。
2020年12月19日、フランシスコ・ロドリゲス・ジュニアと対戦予定だったが、マルティネスが病気になったため試合を欠場することが12月10日に発表された。
2021年2月27日、マックウィリアムズ・アローヨと対戦予定だったが、マルティネスが手を負傷したため試合を欠場することが試合が行われる2日前の2月25日に発表された。
2021年11月19日、ニューハンプシャー州マンチェスターでWBC世界フライ級暫定王者のマックウィリアムズ・アローヨと団体内王座統一戦を行うも、2回にマルティネスの偶然のヘッドバットでアローヨが右目をカットし、3回開始時にドクターストップにより無効試合となった。
2022年3月5日、カリフォルニア州サンディエゴでローマン・ゴンサレスとWBC世界スーパーフライ級ダイヤモンド王座決定戦を行ったが、前日計量でマルティネスが1.4ポンドポンド体重超過し計量失格となった為、マルティネスが勝っても王座は獲得できないという変則条件で試合は行われ、12回判定負けを喫した。この試合でゴンサレスは72万5千ドル（約9700万円）のファイトマネーを稼ぎ、マルティネスは25万ドル（約3300万円）のファイトマネーを稼いだが体重超過の罰金としてファイトマネーの20％を徴収された。
2022年6月25日、WBC世界フライ級暫定王者のマックウィリアムズ・アローヨと再戦する予定だったが、試合が行われる3日前の同年6月22日にマルティネスは体調不良で欠場した。マルティネスはこれまでアローヨとの対戦を2回欠場しており、今回で3回目の欠場となった。
2022年11月8日、同年12月3日にWBC世界フライ級暫定王者のマックウィリアムズ・アローヨと団体内王座統一戦で再戦予定だったが、アローヨが負傷して試合を欠場することが発表され、代わりにサミュエル・カルモナと対戦することになった。
2022年12月3日、アリゾナ州グレンデールのヒラ・リバー・アリーナでWBC世界スーパーフライ級14位のサミュエル・カルモナと対戦し、12回判定勝ちを収め5度目の防衛に成功した。
2023年5月6日、メキシコ・ハリスコ州グアダラハラのエスタディオ・アクロンで行われたサウル・アルバレス 対 ジョン・ライダー戦の前座でWBA世界スーパーフライ級8位のロナル・バティスタと対戦し、11回1分TKO勝ちを収め6度目の防衛に成功した。
2023年12月16日、ミネソタ州ミネアポリスのアーモリーで開催されるShowtimeのボクシング最終回興行でアンジェリーノ・コルドバと対戦予定だったが、マルティネスにビザの問題が発生し、試合の2日前に中止となった。
2024年3月30日、ネバダ州ラスベガスのT-モバイル・アリーナでティム・チュー対キース・サーマンの前座のWBC世界フライ級タイトルマッチでWBC世界フライ級12位のアンジェリーノ・コルドバと対戦し、12回2-0（113-113、114-112×2）の判定勝ちを収め7度目の防衛に成功した。
2024年5月22日、WBC世界フライ級王座を返上したことが発表された。
2024年6月8日、アンジェリーノ・コルドバとの試合直前にネバダ州アスレチック・コミッションが行ったドーピング検査でマルティネスから禁止薬物の「S5利尿薬およびその他のマスキング剤」が検出されたため暫定出場停止処分が科せられたことが発表された。
2024年6月25日、コルドバ戦のドーピング検査で利尿薬とマスキング剤の3種類の禁止薬物の陽性反応が検出されたため、ネバダ州アスレチック・コミッションから9か月の出場停止処分及び、7万5000ドル（約1190万円）のファイトマネーの15％にあたる1万1250ドル（約180万円）の罰金が科せられ、試合結果も無効試合に変更された。
2025年5月31日、バハ・カリフォルニア州メヒカリのパレンケ・デル・フェックスでゲラルド・バレンズエラと約1年2ヶ月ぶりの復帰戦を行うも、マルティネスが8回序盤に左腕を負傷したためドクターチェックで試合が5分以上ストップし、結果としてドクターストップで8回39秒TKO負けを喫し復帰戦を白星で飾れなかった。

## 戦績
- プロボクシング：27戦20勝 (15KO) 4敗3無効試合

| 戦           | 日付           | 勝敗 | 時間     | 内容    | 対戦相手                     | 国籍         | 備考                                          |
| ------------ | -------------- | ---- | -------- | ------- | ---------------------------- | ------------ | --------------------------------------------- |
| 1            | 2013年5月21日  | ★    | 2R 1:34  | TKO     | フェルナンド・モンロイ       | メキシコ     | プロデビュー戦                                |
| 2            | 2015年10月16日 | ★    | 4R       | 判定1-2 | ホアキン・クルス             | メキシコ     |                                               |
| 3            | 2016年3月3日   | ☆    | 2R 2:24  | TKO     | セルヒオ・グラナドス         | メキシコ     |                                               |
| 4            | 2016年4月2日   | ☆    | 2R 1:20  | TKO     | レオナルド・バエス           | メキシコ     |                                               |
| 5            | 2016年7月9日   | ☆    | 1R 1:02  | TKO     | イスラエル・イスキエルド     | メキシコ     |                                               |
| 6            | 2016年8月13日  | ☆    | 8R       | 判定2-0 | ホアキン・クルス             | メキシコ     |                                               |
| 7            | 2016年10月1日  | ☆    | 8R       | 判定3-0 | ウーゴ・アギラール           | メキシコ     |                                               |
| 8            | 2017年1月17日  | ☆    | 8R       | 判定3-0 | エドガル・ソーサ             | メキシコ     |                                               |
| 9            | 2017年10月7日  | ☆    | 1R 2:47  | TKO     | マルビン・ディアス           | メキシコ     |                                               |
| 10           | 2017年12月16日 | ☆    | 4R       | TKO     | マルティン・テクアペトラ     | メキシコ     |                                               |
| 11           | 2018年2月23日  | ☆    | 6R 終了  | TKO     | ホセ・バルデス               | メキシコ     |                                               |
| 12           | 2018年7月7日   | ☆    | 2R 0:23  | TKO     | イヴァン・フローレス         | メキシコ     |                                               |
| 13           | 2018年8月11日  | ☆    | 1R 2:11  | KO      | ファン・マルチネス           | メキシコ     |                                               |
| 14           | 2018年10月6日  | ☆    | 1R 1:57  | KO      | ビクトル・ルイス             | メキシコ     |                                               |
| 15           | 2019年1月26日  | ☆    | 1R 1:52  | TKO     | イルヴィン・オルダス         | メキシコ     |                                               |
| 16           | 2019年3月23日  | ☆    | 5R 0:57  | KO      | アンドリュー・セルビー       | イギリス     | WBC世界フライ級挑戦者決定戦                   |
| 17           | 2019年8月31日  | ー   | 3R 1:43  | NC      | チャーリー・エドワーズ       | イギリス     | WBC世界フライ級タイトルマッチ                 |
| 18           | 2019年12月20日 | ☆    | 9R 1:19  | TKO     | クリストファー・ロサレス     | ニカラグア   | WBC世界フライ級王座決定戦                     |
| 19           | 2020年2月29日  | ☆    | 12R      | 判定3-0 | ジェイ・ハリス               | イギリス     | WBC防衛1                                      |
| 20           | 2020年10月23日 | ☆    | 2R 2:42  | TKO     | モイセス・カジェロス         | メキシコ     | WBC防衛2                                      |
| 22           | 2021年6月26日  | ☆    | 6R 1:00  | TKO     | ホエル・コルドバ             | メキシコ     | WBC防衛3                                      |
| 22           | 2021年11月19日 | ー   | 3R 0:01  | NC      | マックウィリアムズ・アローヨ | プエルトリコ | WBC世界フライ級王座統一戦 WBC防衛4            |
| 23           | 2022年3月5日   | ★    | 12R      | 判定0-3 | ローマン・ゴンサレス         | ニカラグア   | WBC世界スーパーフライ級ダイヤモンド王座決定戦 |
| 24           | 2022年12月3日  | ☆    | 12R      | 判定2-0 | サミュエル・カルモナ         | スペイン     | WBC防衛5                                      |
| 25           | 2023年5月6日   | ☆    | 11R 1:00 | TKO     | ロナル・バティスタ           | パナマ       | WBC防衛6                                      |
| 26           | 2024年3月30日  | －   | 12R      | NC      | アンジェリーノ・コルドバ     | ベネズエラ   | WBC防衛7                                      |
| 27           | 2025年5月31日  | ★    | 8R 0:39  | TKO     | ゲラルド・バレンズエラ       | メキシコ     |                                               |
| テンプレート |                |      |          |         |                              |              |                                               |

## 獲得タイトル
- WBC世界フライ級王座(防衛7=返上）